# Lenguas de la República del Congo

Ubicación (en rojo) de la República del Congo en el África subsahariana.

El idioma oficial de la República del Congo es el francés, legado de su pasado colonial bajo dominio francés. Otros idiomas son principalmente bantúes, y los dos idiomas nacionales en el país son el kituba y el lingala (13%), seguidos de mboshi, bateke (16.9%) y más de cuarenta idiomas, incluidos los idiomas pigmeos (1.4%), las cuales no son lenguas bantúes.
El francés es hablado por el 30% de la población congoleña. Según un estudio realizado por Omar Massoumou, el 88% de las personas mayores de 15 años en Brazzaville, su capital, pueden escribir frases sencillas en francés.